# Ctenoplusia placida
Ctenoplusia placida là một loài bướm đêm trong họ Noctuidae.